# Una Voce

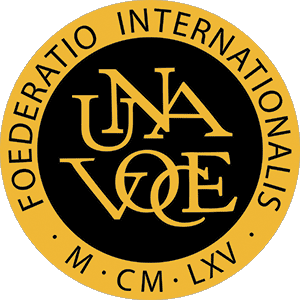

Die Una-Voce-Bewegung (lat. una voce – „mit einer Stimme“) ist eine Bewegung in der römisch-katholischen Kirche, die sich ursprünglich für die Rücknahme der Liturgiereformen des Zweiten Vatikanischen Konzils und die allgemeine Wiedereinführung der Messe in tridentinischem Ritus einsetzte. Wurde das letztgenannte Ziel im Laufe der Zeit zumindest nicht mehr mit letzter Verbindlichkeit verfolgt, so tritt die Una Voce weiterhin für die Erhaltung und Pflege der überlieferten lateinischen Liturgie, für die ihr dienende musikalischen Tradition, insbesondere des gregorianischen Chorals, und für die Weitergabe des „unverfälschten Glaubensgutes“ ein.

## Geschichte
Die Bewegung wurde auf Initiative der Norwegerin Borghild Krane am 12. April 1966 in Rom gegründet, als lateinische Sprache und gregorianischer Choral innerhalb der katholischen Messliturgie zurückgingen. Gründungspräsident wurde Eric de Saventhem (Erich Vermehren).
Seit 1970 publiziert Una Voce Deutschland e. V. eine Vierteljahresschrift, die Una Voce Korrespondenz.
Seit Anfang der 1990er Jahre existiert in Deutschland neben der Una Voce Deutschland auch Pro Missa Tridentina – Laienvereinigung für den klassischen römischen Ritus in der Katholischen Kirche e. V. Diese ist ebenfalls Mitglied in der internationalen Föderation der Una Voce (FIUV).
Una Voce ist neben anderen katholisch-traditionalistischen Organisationen wie dem Netzwerk katholischer Priester, einigen Initiativkreisen katholischer Laien und Priester sowie Pro Missa Tridentina Mitveranstalter der Kölner Liturgischen Tagungen, die periodisch in Herzogenrath im Bistum Aachen abgehalten werden.

## Präsidenten (Una Voce International)
- 1966–1992: Eric de Saventhem
- 1992–2004: Michael Davies
- 2004–2005: Ralf Siebenbürger
- 2005–2006: Fra’ Fredrik Crichton-Stuart
- 2006–2007: Jack Oostveen
- 2007–2013: Leo Darroch
- 2013–0000: James Bogle

## Präsidenten (Una Voce Deutschland)
- 1992–2005: Helmut Rückriegel, Botschafter a. D.
- 2005–2012: Kurt Bantle
- 2012–0000: Egmont Schulze Pellengahr

## Einzelbelege
1. ↑  Una Voce Deutschland: Wer wir sind. In: una-voce.de. Abgerufen am 17. Dezember 2020.
2. ↑  Kurzer geschichtlicher Abriß. In: FIUV.org. Abgerufen am 17. Dezember 2020.
3. ↑  Una Voce Korrespondenz. In: una-voce.de. Abgerufen am 17. Dezember 2020.
4. ↑  Freitag, 27. bis 29. März 2009 Kölner Liturgische Tagung in Herzogenrath „Summorum pontificum“ Die Bedeutung des Motu proprio für die Pfarrseelsorge. In: pro-missa-tridentina.de. 18. Februar 2009, abgerufen am 17. Dezember 2020.